# Myzocallis asclepiadis
Myzocallis asclepiadis är en insektsart som först beskrevs av Monell 1879.  Myzocallis asclepiadis ingår i släktet Myzocallis och familjen långrörsbladlöss. Inga underarter finns listade i Catalogue of Life.